# Constantin Tih
Constantin Tih Asan (în bulgară Константин Тих Асен) sau Constantin I (în bulgară Константин I), (n. secolul al XIII-lea, Skopje, Țaratul Vlaho-Bulgar – d. 1277, Țaratul Vlaho-Bulgar) a fost țar al Bulgariei din 1257 până în 1277.

## Tinerețe
Constantin Tih a fost un boier bogat bulgar (sau nobil) ale cărui moșii erau situate în regiunea Sofia sau Skopje. Constantin a declarat în scrisoarea sa către Mănăstirea Sf. Gheorghe de lângă Skopje că Ștefan Nemanja al Serbiei a fost bunicul său. Istoricul bizantin George Pachymeres l-a descris ca fiind pe „jumătate sârb”. Ar fi putut fi legat de casa regală sârbă, fie prin mama, fie prin tatăl său. Dacă a fost o rudă patrilineală a lui Nemanja, tatăl său, Tih, ar fi fost fiul fratelui lui Nemanja, Tihomir, potrivit istoricului Srdjan Pirivatrić. Pirivatrić și alți cercetători consideră, de asemenea, că ar fi putut fi un fiu sau un nepot al boierului bulgar John Tihomir, care a condus Skopje la sfârșitul secolului al XII-lea. Dacă Constantin a fost legat de casa regală sârbă prin mama sa, fiica sau nepoata lui Nemanja trebuie să fi fost mama lui.

## Domnie

### Ascensiune
Constantin Tich a ajuns pe tronul bulgar după moartea lui Mihail al II-lea Asan, dar circumstanțele ascensiunii sale sunt obscure. Mihail Asan a fost ucis de vărul său, Kaliman Asan (Koloman) la sfârșitul anului 1256 sau începutul lui 1257. Apoi, și Kaliman a fost ucis, iar linia masculină a dinastiei Asan (sau a Asăneștilor) a dispărut.
Rostislav Mikhailovici, banul de Macsó (care era socrul lui Mihail și al lui Kaliman) și boierul Mițo Asan (care era cumnatul lui Mihail), au revendicat tronul Bulgariei. Rostislav a cucerit Vidinul, Mițo s-a oprit asupra sud-estului Bulgariei, dar niciunul dintre ei nu și-a putut asigura sprijinul boierilor care controlau capitala Tarnovo, aceștia din urmă au oferit tronul lui Constantin care a acceptat.
Constantin a divorțat de prima sa soție (al cărei nume nu este cunoscut) și s-a căsătorit cu Irene Doukaina Laskarina în 1258. Irene a fost fiica lui Teodor al II-lea Laskaris, împăratul Imperiului Bizantin de la Niceea și a Elenei a Bulgariei, fiica lui Ioan Asan al II-lea al Bulgariei. Căsătoria cu un descendent al familiei regale bulgare i-a consolidat poziția. A fost numit ulterior Constantin I Asan. Căsătoria sa a dus și la o alianță între Bulgaria și Imperiul de la Niceea, care a fost confirmată un sau doi ani mai târziu, când istoricul și oficialul bizantin George Akropolites a venit la Tarnovo.

### Conflictul cu Ungaria
Prințul rus kievean Rostislav Mikhailovich (în bulgară Ростислав Михайлович) a invadat Bulgaria cu ajutor maghiar în 1259. În anul următor, Rostislav și-a părăsit ducatul de Macsó (Mačva) pentru a se alătura campaniei militare a socrului său, Béla al IV-lea al Ungariei, împotriva Regatului Boemiei. Profitând de absența lui Rostislav, Constantin a intrat în ținuturile sale și a ocupat Vidinul. Constantin a trimis o armată să atace și Banatul Severinului, dar comandantul maghiar, Laurențiu de Transilvania, a luptat cu invadatorii și i-a respins cu succes.
Invazia bulgară a Severinului l-a revoltat pe Béla al IV-lea. Curând, după ce a încheiat un tratat de pace cu Ottokar al II-lea al Boemiei, în martie 1261, trupele maghiare au luat cu asalt Bulgaria sub comanda fiului și moștenitorului lui Béla al IV-lea, Ștefan al V-lea. Au cucerit Vidinul și au asediat Lom pe Dunărea de Jos, dar nu au putut să-l provoce pe Constantin la o luptă deschisă, deoarece acesta s-a retras la Tarnovo. Armata maghiară a părăsit Bulgaria înainte de sfârșitul anului, dar campania i-a readus lui Rostislav controlul asupra nord-vestul Bulgariei.

### Războiul cu Imperiul Bizantin

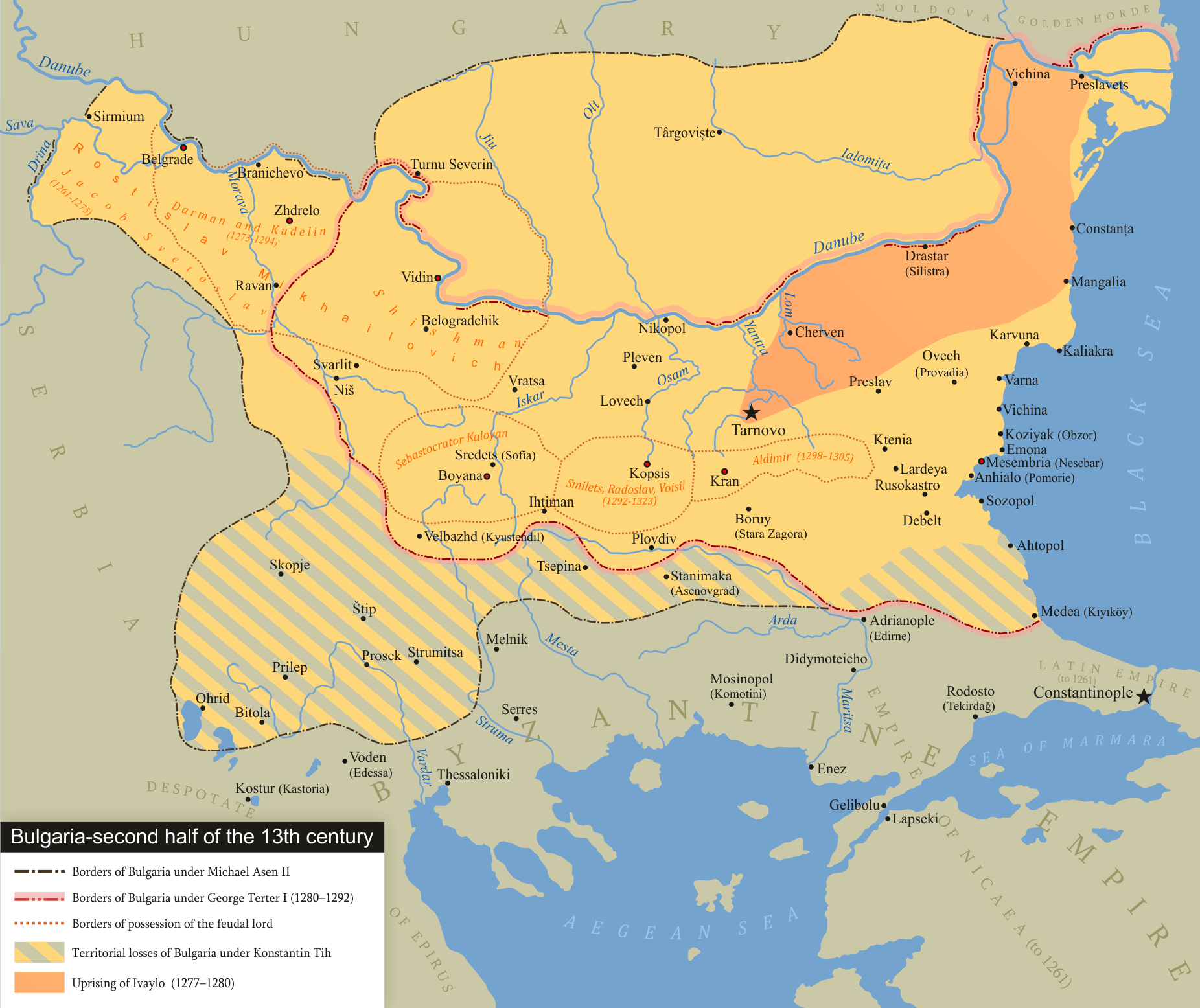
Bulgaria c.1260

Cumnatul minor al lui Constantin, Ioan al IV-lea Lascaris, a fost detronat și orbit de fostul său tutore și co-împărat, Mihail al VIII-lea Paleologul, înainte de sfârșitul anului 1261. Armata lui Mihail al VIII-lea a ocupat deja Constantinopolul în iulie, astfel că lovitura de stat l-a făcut singurul conducător al Imperiului Bizantin restaurat. Renașterea imperiului a schimbat relațiile tradiționale între puterile din Peninsula Balcanică. Mai mult, soția lui Constantin a decis să răzbune mutilarea fratelui ei și l-a convins pe Constantin să întoarcă armele împotriva lui Mihail al VIII-lea.
Mițo, care încă stăpânea sud-estul Bulgariei, a făcut o alianță cu bizantinii, dar un alt nobil puternic, Jacob Svetoslav (sau Iacov, în bulgară Яков Светослав), care a preluat controlul regiunii de sud-vest, i-a fost loial lui Constantin. Profitând de un război între Imperiul Bizantin, Republica Venețiană, Principatul Achaea și Despotatul Epirului, Constantin a invadat Tracia și a capturat Stanimaka și Filipopolis (acum Asenovgrad și Plovdiv în Bulgaria) în toamna anului 1262. Mițo a fost obligat să fugă în Mesembria (acum Nesebăr în Bulgaria). După ce Constantin a asediat orașul, Mițo a cerut ajutorul bizantinilor, oferindu-se să le predea Mesembria în schimbul unor proprietății în Imperiul Bizantin. Mihail al VIII-lea a acceptat oferta și l-a trimis pe Mihail Ducas Glabas Tarchaneiotes să-l ajute pe Mițo în 1263.
Astfel, o a doua armată bizantină a luat cu asalt Tracia și a recucerit Stanimaka și Filipopolis. După ce a preluat Mesembria de la Mițo, Glabas Tarchaneiotes și-a continuat campania de-a lungul Mării Negre și a ocupat Agathopolis, Sozopolis și Anchialos (acum Ahtopol, Sozopol și Pomorie în Bulgaria). Între timp, flota bizantină a preluat controlul asupra orașului Vicina și a altor porturi din Delta Dunării. Glabas Tarchaneiotes l-a atacat pe Jacob Svetoslav care nu a putut rezista decât cu ajutor maghiar, astfel el a acceptat suzeranitatea lui Béla al IV-lea.
Ca urmare a războiului cu bizantinii, la sfârșitul anului 1263, Bulgaria a pierdut teritorii semnificative în mâinile celor doi dușmani ai săi, Imperiul Bizantin și Regatul Ungariei. Constantin nu a putut decât să solicite ajutor din partea tătarilor din Hoarda de Aur pentru a pune capăt izolării sale. Astfel, hanii tătari au fost stăpânii monarhilor bulgari timp de aproape două decenii, cu toate că stăpânirea lor a fost doar formală. Un fost sultan din Rum, Kaykaus al II-lea, care a fost încarcerat la ordinul lui Mihail al VIII-lea, a dorit să-și recapete tronul cu ajutorul tătarilor. Unul dintre unchii săi a fost un lider de seamă al Hoardei de Aur și i-a trimis mesaje pentru a-i convinge pe tătari să invadeze Imperiul Bizantin cu ajutorul bulgarilor. Potrivit istoricului bizantin, Nichifor Gregoras, Kaykaus al II-lea i-a trimis un mesaj și lui Constantin, prin care îi oferea mulți bani dacă va veni să-l elibereze.
Mii de tătari au traversat Dunărea de Jos care era înghețată pentru a invada Imperiul Bizantin la sfârșitul anului 1264. Constantin s-a alăturat curând lor, deși anterior a căzut de pe un cal și și-a rupt piciorul. Armatele unite ale tătarilor și ale bulgarilor au lansat un atac surpriză asupra lui Mihail al VIII-lea, care tocmai se întorcea din Tesalia la Constantinopol, dar nu l-au putut prinde pe împărat. Constantin a asediat cetatea bizantină din Ainos (acum Enez în Turcia), forțându-i pe apărători să se predea. Bizantinii au acceptat, de asemenea, eliberarea lui Kaykaus (care a plecat curând la Hoarda de Aur), dar familia sa a fost ținută încarcerată chiar și după aceea.

### Dezintegrare
Alianța lui Constantin cu tătarii i-a întărit poziția. Jacob Svetoslav a acceptat din nou să fie vasalul lui Constantin. Profitând de un război civil în Ungaria, Jacob Svetoslav a invadat și Banatul Severinului.  Războiul civil maghiar s-a încheiat cu divizarea țării între Béla al IV-lea și Ștefan în martie 1266. Ștefan a lansat o campanie militară împotriva Bulgariei și a cucerit Vidinul în iunie. Constantin a încercat să reziste, dar maghiarii i-au învins armata și au jefuit regiunea Tarnovo. Maghiarii au cucerit Plevna și alte cetăți de pe Dunăre și l-au obligat pe Jacob Svetoslav să fie din nou vasalul lui Ștefan. După aceea, Jacob Svetoslav a fost numit „împărat al Bulgariei” în hrisovurile regale maghiare.

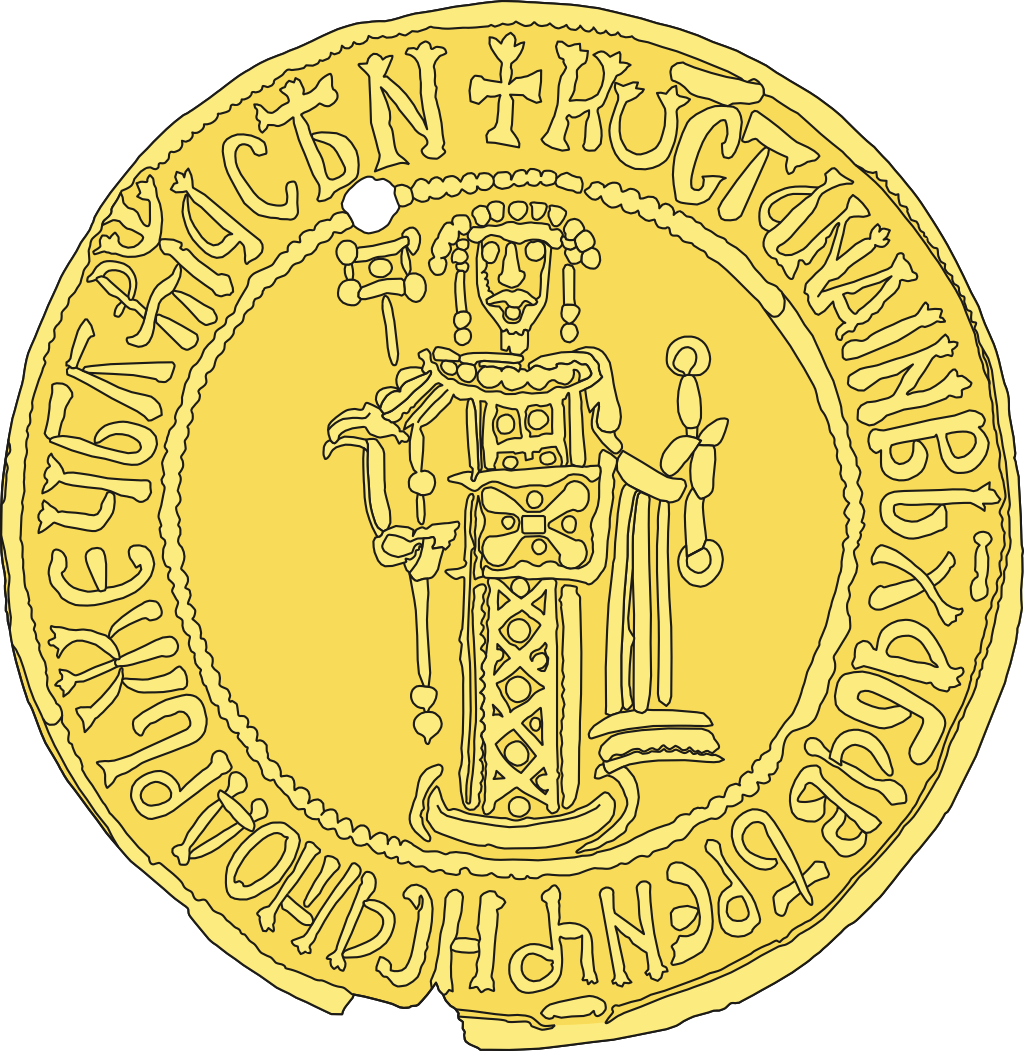
Sigiliul de aur al lui Constantin Asan. Inscripție în bulgară: „+ Constantin, în Hristos Dumnezeul, un țar credincios și autocrat al bulgarilor, Asan”.

Carol I de Anjou al Siciliei și Balduin al II-lea (de Courtenay), împăratul latin al Constantinopolului, au făcut o alianță împotriva Imperiului Bizantin în 1267, la Viterbo. Pentru a împiedica Bulgaria să se alăture coaliției anti-bizantine, Mihail al VIII-lea a oferit-o de soție pe nepoata sa, Maria Palaiologina Kantakouzene, văduvului Constantin, în 1268. Împăratul a promis, de asemenea, că va da înapoi Mesembria și Anchialos Bulgariei, ca zestre, dacă aceasta îi va naște un fiu. Constantin s-a căsătorit cu Maria, dar Mihail al VIII-lea și-a încălcat promisiunea și nu a renunțat la cele două orașe după nașterea lui Mihail, fiul lui Constantin și al Mariei în 1270. Indignat de trădarea împăratului, Constantin a trimis soli lui Carol I la Napoli în septembrie 1271.  Negocierile au continuat în anii următori, arătând că țarul bulgar era dispus să-l susțină pe Carol I împotriva bizantinilor.
Constantin a năvălit în Tracia în 1271 sau 1272, dar Mihail al VIII-lea l-a convins pe hanul Nogai, figura dominantă în cel mai vestic teritoriu al Hoardei de Aur, să invadeze Bulgaria. Tătarii au jefuit țara, forțându-l pe Constantin să se întoarcă și să renunțe la pretenția sa asupra celor două orașe. Nogai și-a pus capitala la Isaccea în apropiere de Delta Dunării, astfel încât să atace cu ușurință Bulgaria.
Constantin, care a fost grav rănit în urma unui accident de călărie, nu se putea deplasa fără ajutor, deoarece a paralizat de la talie în jos. Soția sa ambițioasă a preluat controlul statului. După ce trimișii lui Mihail al VIII-lea au acceptat propunerea papei Grigore al X-lea la o uniune bisericească la cel de-al doilea conciliu de la Lyon în vara anului 1274, ea a devenit unul dintre adversarii principali ai uniunii ecumenice. Ea a încercat chiar să-l convingă pe Baibars I, sultanul mameluc din Egipt, să atace Imperiul Bizantin. Maria a fost, de asemenea, hotărâtă să asigure tronul fiului ei. Jacob Svetoslav, cu toate acestea, a venit cu o solicitare puternică de a-l urma pe Constantin la tron, deoarece soția sa era nepoata lui Ioan Asan al II-lea al Bulgariei. Maria a discutat prima dată cu Jacob Svetoslav pentru a-l convinge să recunoască dreptul fiului ei la tron, dar mai târziu ea l-a otrăvit. Au fost și alți nobili prinși sau executați, ceea ce a făcut ca domnia lui Constantin să nu (mai) fie populară.
Țarul Constantin paralizat nu a putut împiedica tătarii lui Nogai să jefuiască periodic Bulgaria. Locuitorii regiunilor care au fost expuse cel mai mult atacurilor și jafurilor tătarilor au trebuit să-și organizeze apărarea fără sprijinul monarhului.
Datorită războaielor scumpe și nereușite, al raidurilor tătarilor repetate și a instabilității economice (Constantin a fost primul conducător bulgar care și-a împrăștiat monedele pe o scară vastă), guvernul a fost confruntat cu o răscoală în 1277 condusă de Ivailo (în bulgară Ивайло, supranumit Bardokva sau Lahana în limba greacă). Aspectele sociale și economice ale acestei răscoale au fost subliniate de istoricii marxiști, dar adevăratul său caracter este evaziv. Ceea ce este clar este că un fermier (sau un crescător de porci), numit Ivailo, a devenit conducătorul nemulțumiților și a atras (probabil) mulți adepți, în mare parte din clasa inferioară, ajungând să controleze o zonă semnificativă a țării. Constantin a pornit împotriva lui Ivailo cu trupele sale, dar a fost învins și ucis în carul său de luptă. Ivailo a ajuns țarul Bulgariei o perioadă scurtă, în 1278 - 1279, dar când țarul Ivailo a mers la curtea hanului tătar Nogai, care se afla în cetatea Isaccea din Delta Dunării, a fost ucis în cele din urmă la insistențele bizantinilor și ale lui Ioan Asan al III-lea, următorul țar.

## Familie
Constantin I a fost căsătorit de trei ori. Nu sunt cunoscute numele primei sale soții și ale copiilor cu aceasta. Cu a doua sa soție, Irene din Niceea, Constantin nu a avut copii. Cu a treia soție, Maria Kantakouzene, a avut un fiu, Mihail, care a reușit să ajungă ca co-împărat al (unei părți a) Bulgariei între 1277–1279, un an cu tatăl său și apoi în timpul răscoalei lui Ivailo.